# Ехопраксија
Ехопраксија је психијатријски ентитет, врста абнормалног понашања које се одликује пацијентовим имитирањем туђих покрета и радњи. Заједно са ехолалијом се убраја у тзв. „аутоматско покоравање” (аутоматска послушност), а среће се код схизофрених болесника и особа са органском можданом лезијом. Спада у поремећаје вољне делатности. 